# Lijst van muisspinnen

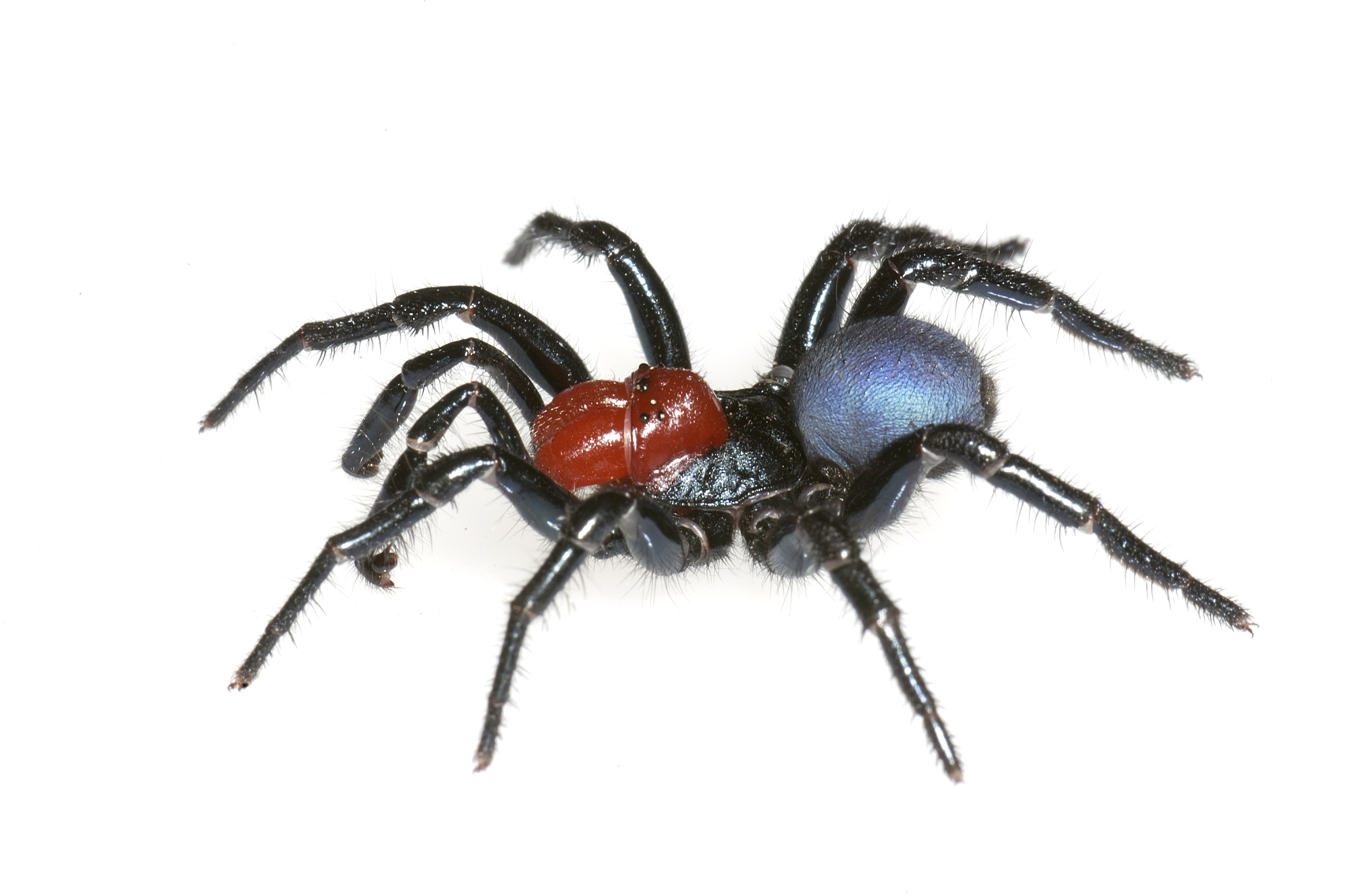
Roodhoofdmuisspin (Missulena occatoria)

De lijst van muisspinnen bevat alle wetenschappelijk beschreven soorten uit de familie van muisspinnen (Actinopodidae).

## Actinopus
Actinopus Perty, 1833
- Actinopus caraiba (Simon, 1889)
- Actinopus ceciliae Mello-Leitão, 1931
- Actinopus crassipes (Keyserling, 1891)
- Actinopus cucutaensis Mello-Leitão, 1941
- Actinopus dubiomaculatus Mello-Leitão, 1923
- Actinopus echinus Mello-Leitão, 1949
- Actinopus fractus Mello-Leitão, 1920
- Actinopus harti Pocock, 1895
- Actinopus insignis (Holmberg, 1881)
- Actinopus liodon (Ausserer, 1875)
- Actinopus longipalpis C. L. Koch, 1842
- Actinopus nattereri (Doleschall, 1871)
- Actinopus nigripes (Lucas, 1834)
- Actinopus paranensis Mello-Leitão, 1920
- Actinopus pertyi Lucas, 1843
- Actinopus piceus (Ausserer, 1871)
- Actinopus princeps Chamberlin, 1917
- Actinopus pusillus Mello-Leitão, 1920
- Actinopus robustus (O. P.-Cambridge, 1892)
- Actinopus rojasi (Simon, 1889)
- Actinopus rufibarbis Mello-Leitão, 1930
- Actinopus rufipes (Lucas, 1834)
- Actinopus scalops (Simon, 1889)
- Actinopus tarsalis Perty, 1833
- Actinopus trinotatus Mello-Leitão, 1938
- Actinopus valencianus (Simon, 1889)
- Actinopus wallacei F. O. P.-Cambridge, 1896
- Actinopus xenus Chamberlin, 1917

## Missulena
Missulena Walckenaer, 1805
- Missulena bradleyi Rainbow, 1914
- Missulena dipsaca Faulder, 1995
- Missulena granulosa (O. P.-Cambridge, 1869)
- Missulena hoggi Womersley, 1943
- Missulena insignis (O. P.-Cambridge, 1877)
- Missulena occatoria Walckenaer, 1805
- Missulena pruinosa Levitt-Gregg, 1966
- Missulena reflexa Rainbow & Pulleine, 1918
- Missulena rutraspina Faulder, 1995
- Missulena torbayensis Main, 1996
- Missulena tussulena Goloboff, 1994

## Plesiolena
Plesiolena Goloboff & Platnick, 1987
- Plesiolena bonneti (Zapfe, 1961)
- Plesiolena jorgelina Goloboff, 1994